# Triton (satelit)
Triton este cel mai mare satelit natural al planetei Neptun și a fost primul satelit neptunian descoperit, pe 10 octombrie 1846, de astronomul englez William Lassell. Este singurul satelit mare din Sistemul Solar cu o orbită retrogradă, o orbită în direcția opusă rotației planetei sale. Din cauza orbitei sale retrograde și a compoziției similare cu Pluto, se crede că Triton a fost o planetă pitică, capturată din centura Kuiper.
Cu 2.710 kilometri (1.680 mi) în diametru, este al șaptelea cel mai mare satelit din Sistemul Solar, singurul satelit al lui Neptun suficient de masiv pentru a fi în echilibru hidrostatic, al doilea cel mai mare satelit planetar în raport cu planeta sa (după Luna Pământului), și mai mare decât Pluto. Triton este unul dintre puținii sateliți din Sistemul Solar cunoscuți ca fiind activi din punct de vedere geologic (ceilalți fiind Io și Europa ai lui Jupiter și Enceladus și Titan ai lui Saturn). În consecință, suprafața sa este relativ tânără, cu puține cratere de impact evidente. Terenuri criovulcanice și tectonice complicate sugerează o istorie geologică complexă.
Triton are o suprafață de azot în principal înghețat, o scoarță în mare parte apă-gheață, o manta de gheață și un nucleu substanțial de rocă și metal. Nucleul reprezintă două treimi din masa sa totală. Densitatea medie este de 2,061 g/cm3, reflectând o compoziție de aproximativ 15–35% gheață de apă.
În timpul zborului său din 1989 către Triton, Voyager 2 a găsit temperaturi la suprafață de −235 °C (38 K) și, de asemenea, a descoperit gheizere active care erup azot gazos sublimat, contribuind la o atmosferă de azot slabă cu o presiune mai mică decât 1⁄70,000 din cea a atmosferei Pământului la nivelul mării. Voyager 2 rămâne singura sondă spațială care l-a vizitat pe Triton.  Deoarece sonda a putut studia doar aproximativ 40% din suprafața satelitului, au fost propuse misiuni viitoare pentru a revizui sistemul Neptun cu accent pe Triton.

## Descoperire și numire

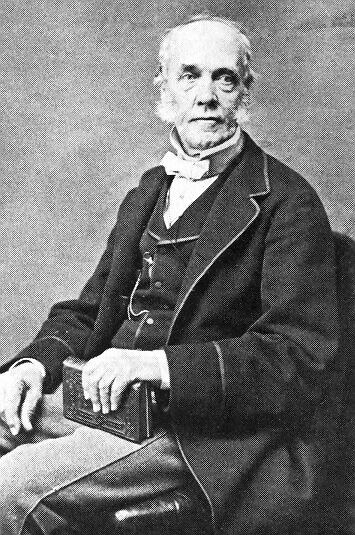
William Lassell, descoperitorul lui Triton

Triton a fost descoperit de astronomul britanic William Lassell pw 10 octombrie 1846, la doar 17 zile de la descoperirea lui Neptun. Când John Herschel a primit vestea despre descoperirea lui Neptun, i-a scris lui Lassell sugerându-i să caute posibili sateliți. Lassell a făcut acest lucru și l-a descoperit pe Triton opt zile mai târziu. Lassell a susținut, de asemenea, pentru o perioadă că a descoperit inele. Deși s-a confirmat mai târziu că Neptun are inele, acestea sunt atât de slabe și întunecate încât nu este plauzibil să le fi văzut. Berar de meserie, Lassell l-a observat pe Triton cu telescopul său auto-construit cu o deschidere de ~ 61 cm (24 in) reflector cu apertură dintr-o oglindă din metal cu o (cunoscut și sub denumirea de reflectorul „de două picioare”).  Acest telescop a fost ulterior donat Observatorului Regal din Greenwich în anii 1880, dar în cele din urmă a fost demontat. 
Triton este numit după zeul grecesc al mării Triton (Τρίτων), fiul lui Poseidon (zeul grec corespunzător Neptunului roman). Numele a fost propus pentru prima dată de Camille Flammarion în cartea sa din 1880 Astronomie Populaire și a fost adoptat oficial multe decenii mai târziu. Până la descoperirea celui de-al doilea satelit Nereid în 1949, Triton a fost denumit în mod obișnuit „satelitul lui Neptun”. Lassell nu și-a numit propria descoperire; mai târziu a sugerat cu succes numele Hyperion, ales anterior de John Herschel, pentru cel de-al optulea satelit al lui Saturn când l-a descoperit.

## Orbită și rotație

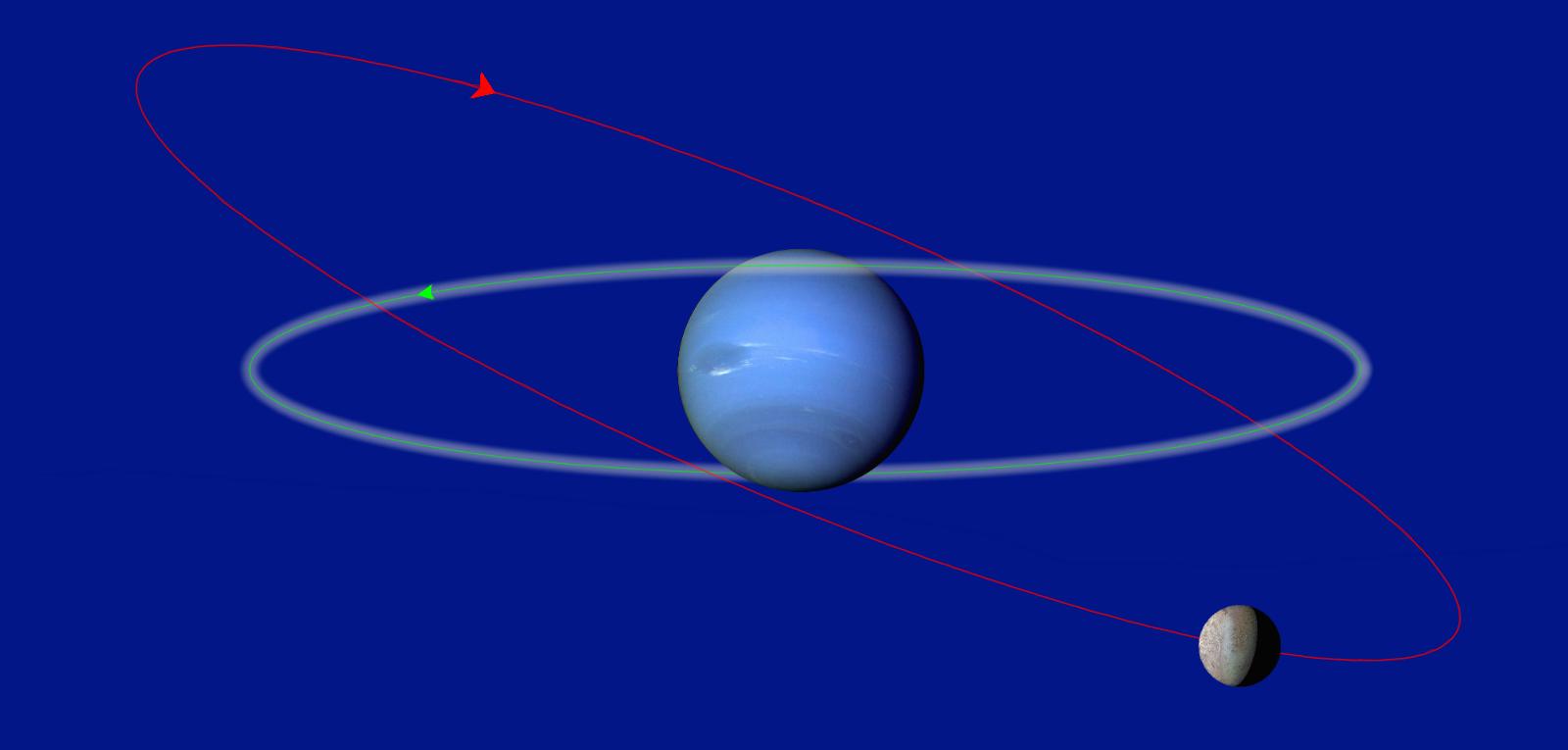
Orbita lui Triton (roșu) este opusă ca direcție și este înclinată cu -23° în comparație cu orbita tipică a unui satelit (verde) în planul ecuatorului lui Neptun.

Triton este unic printre toți sateliții mari din Sistemul Solar pentru orbita sa retrogradă în jurul planetei sale (adică orbitează într-o direcție opusă rotației planetei). Majoritatea sateliților exteriori neregulați ai lui Jupiter și Saturn au, de asemenea, orbite retrograde, la fel ca unii dintre sateliții exteriori ai lui Uranus. Cu toate acestea, acești sateliți sunt toți mult mai îndepărtați de planetele lor și sunt mici în comparație; cel mai mare dintre ei (Phoebe) are doar 8% din diametrul (și 0,03% din masa) lui Triton.
Orbita lui Triton este asociată cu două înclinări, oblicitatea rotației lui Neptun față de orbita lui Neptun, 30°, și înclinarea orbitei lui Triton față de rotația lui Neptun, 157° (o înclinare peste 90° indică o mișcare retrogradă). Orbita lui Triton precesează înainte față de rotația lui Neptun cu o perioadă de aproximativ 678 de ani pământeni (4,1 ani neptunieni), făcând ca înclinația sa relativă față de orbita lui Neptun să varieze între 127° și 173°. Această înclinație este în prezent de 130°; Orbita lui Triton este acum aproape de îndepărtarea maximă de la coplanaritatea cu cea a lui Neptun.
Rotația lui Triton este sincronă cu orbita lui în jurul lui Neptun: menține aceeași față orientată către planetă tot timpul. Ecuatorul său este aproape exact aliniat cu planul său orbital. În prezent, axa de rotație a lui Triton este la aproximativ 40° față de planul orbital al lui Neptun și, prin urmare, la un moment dat în timpul anului lui Neptun, fiecare pol este îndreptat destul de aproape de Soare, aproape ca polii lui Uranus; înclinarea axială a lui Neptun este de 28°, așa că adăugarea a 40° înseamnă că Triton poate avea în prezent o înclinație axială maximă de 68° față de Soare. Pe măsură ce Neptun orbitează în jurul Soarelui, regiunile polare ale lui Triton se orientează pe rând spre Soare, ceea ce duce la schimbări sezoniere pe măsură ce un pol, apoi celălalt, se deplasează în lumina soarelui. Astfel de schimbări au fost observate în 2010.
Revoluția lui Triton în jurul lui Neptun a devenit un cerc aproape perfect, cu o excentricitate aproape de zero. Se crede că amortizarea vâscoelastică numai de la maree nu este capabilă să circularizeze orbita lui Triton în timpul de la originea sistemului, iar rezistența de gaz de la un disc de resturi prograd este probabil să fi jucat un rol substanțial. Interacțiunile mareice fac, de asemenea, ca orbita lui Triton, care este deja mai aproape de Neptun decât este Luna de Pământ, să se degradeze și mai mult; previziunile sunt că peste 3,6 miliarde de ani, Triton va trece în limita Roche a lui Neptun. Acest lucru va duce fie la o coliziune cu atmosfera lui Neptun, fie la ruperea lui Triton, formând un nou sistem de inele similar cu cel găsit în jurul lui Saturn. 

## Captură

Animație cu Triton

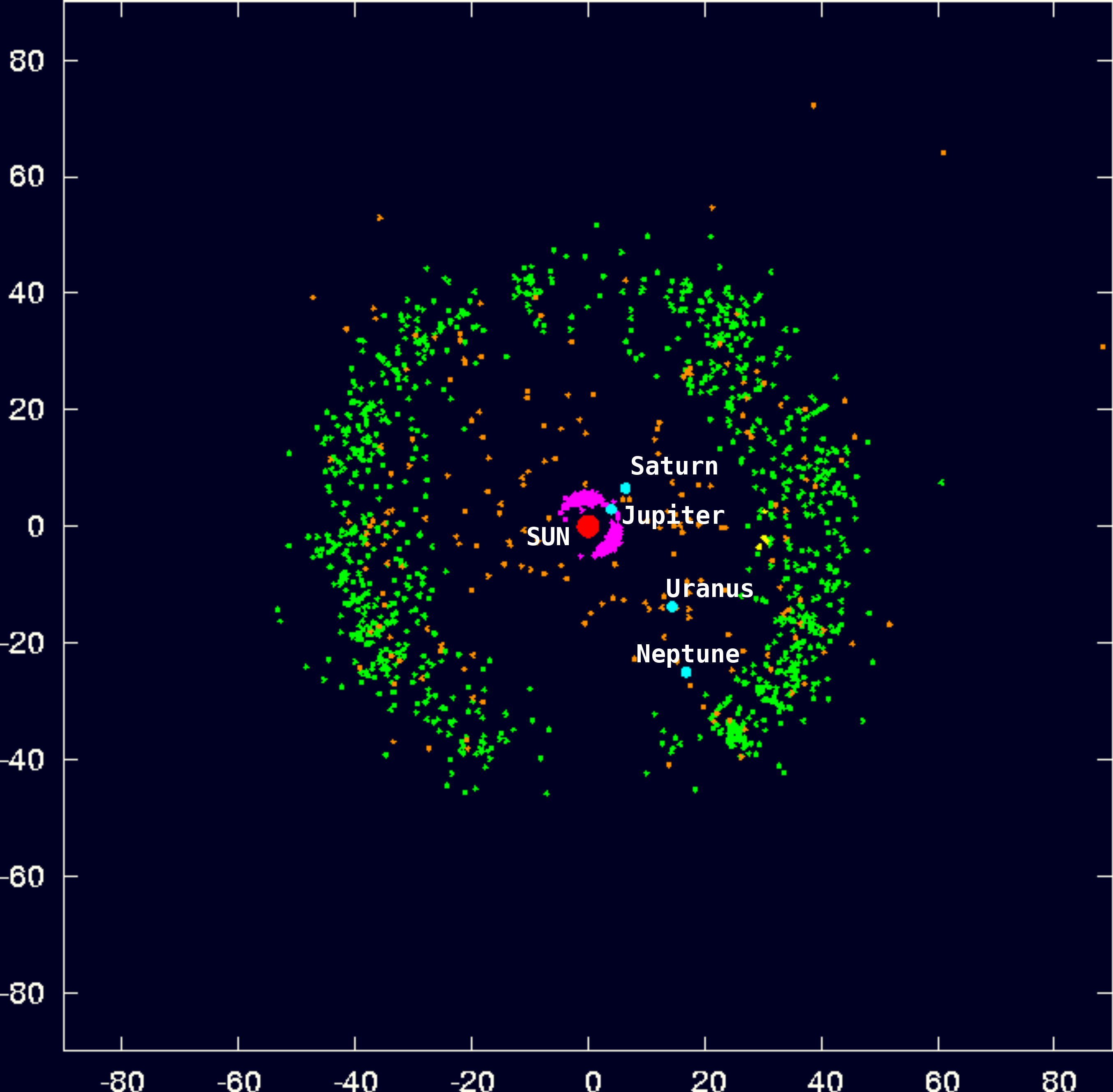
Centura Kuiper (verde), aflată la periferia Sistemului Solar, este locul unde se crede că Triton s-a format.

Sateliții pe orbite retrograde nu se pot forma în aceeași regiune a nebuloasei solare cu planetele pe care le orbitează, așa că Triton trebuie să fi fost capturat din altă parte. Prin urmare, și-ar fi putut avea originea în centura Kuiper, un inel de obiecte mici de gheață care se extinde din interiorul orbitei lui Neptun până la aproximativ 50 deUA de la Soare. Considerat a fi punctul de origine pentru majoritatea cometelor cu perioadă scurtă observate de pe Pământ, centura găzduiește, de asemenea, mai multe corpuri mari asemănătoare planetelor, inclusiv pe Pluto, care este acum recunoscut ca fiind cel mai mare dintr-o populație de obiecte din centura Kuiper (plutino) blocate în orbite rezonante cu Neptun. Triton este doar puțin mai mare decât Pluto și aproape identic ca compoziție, ceea ce a condus la ipoteza că cei doi au o origine comună.
Capturarea propusă a lui Triton ar putea explica mai multe caracteristici ale sistemului neptunian, inclusiv orbita extrem de excentrică a satelitului Nereid al lui Neptun și deficitul de sateliți în comparație cu celelalte planete gigantice. Orbita inițial excentrică a lui Triton ar fi intersectat orbitele sateliților neregulați și le-ar fi perturbat pe cele ale sateliților regulați mai mici, dispersându-i prin interacțiuni gravitaționale.
Orbita excentrică post-captură a lui Triton ar fi dus, de asemenea, la încălzirea mareică a interiorului său, care l-ar fi putut păstra pe Triton fluid timp de un miliard de ani; această inferență este susținută de dovezi de diferențiere în interiorul lui Triton. Această sursă de căldură internă a dispărut după mișcarea sincronă și circularizarea orbitei.
Au fost propuse două tipuri de mecanisme pentru capturarea lui Triton. Pentru a fi captat gravitațional de o planetă, un corp care trece trebuie să piardă suficientă energie pentru a fi încetinit la o viteză mai mică decât cea necesară pentru a scăpa. O teorie timpurie a modului în care Triton ar fi putut fi încetinit a fost prin ciocnirea cu un alt obiect, fie cu unul care trecea pe lângă Neptun (ceea ce este puțin probabil), fie cu un satelit sau proto-satelit pe orbită în jurul lui Neptun (ceea ce este mai probabil). O ipoteză mai recentă sugerează că, înainte de capturarea sa, Triton făcea parte dintr-un sistem binar. Când acest sistem binar l-a întâlnit pe Neptun, a interacționat în așa fel încât sistemul binar s-a disociat, o parte din sistemul binar a fost expulzată, iar cealaltă, Triton, devenind legat de Neptun. Acest eveniment este mai probabil pentru însoțitorii mai masivi. Această ipoteză este susținută de mai multe linii de dovezi, inclusiv sistemele binare fiind foarte comune printre obiectele mari din centura Kuiper. Evenimentul a fost scurt, dar blând, salvându-l pe Triton de la perturbarea coliziunii. Evenimente de genul acesta ar fi putut fi obișnuite în timpul formării lui Neptun sau mai târziu când a migrat în exterior.
Cu toate acestea, simulările din 2017 au arătat că, după capturarea lui Triton și înainte ca excentricitatea sa orbitală să scadă, probabil că s-a ciocnit cu cel puțin un alt satelit și a provocat ciocniri între alți sateliți. 

## Caracteristici fizice
Triton este al șaptelea cel mai mare satelit și al șaisprezecelea ca mărime obiect din Sistemul Solar și este puțin mai mare decât planetele pitice Pluto și Eris. Este, de asemenea, cel mai mare satelit retrograd din sistemul solar. Acesta cuprinde mai mult de 99,5% din masa toată cunoscută pe orbită în jurul lui Neptun, inclusiv inelele planetei și alți treisprezece sateliți cunoscuți, și este, de asemenea, mai masiv decât toți sateliții cunoscuți din Sistemul Solar, mai mici decât el însuși la un loc. De asemenea, cu un diametru de 5,5% din cel al lui Neptun, este cel mai mare satelit al unui gigant gazos în raport cu planeta sa din punct de vedere al diametrului, deși Titan este mai mare în raport cu Saturn din punct de vedere al masei (raportul dintre masa lui Triton și cea a lui Neptun este de aproximativ 1/4788). este egal cu aproximativ 1/4788). Are o rază, densitate (2,061 g/cm 3), temperatură și compoziție chimică similară cu cea a lui Pluto.
Suprafața lui Triton este acoperită cu un strat transparent de azot înghețat recoapt. Doar 40% din suprafața lui Triton a fost observată și studiată, dar este posibil ca aceasta să fie acoperită în întregime într-o astfel de foaie subțire de gheață de azot. Ca și cea a lui Pluto, scoarța lui Triton constă din 55% gheață de azot cu alte ghețuri amestecate. Gheața de apă cuprinde 15–35%, iar dioxidul de carbon înghețat (gheață carbonică) restul de 10–20%. Urme de gheață includ 0,1% metan și 0,05% monoxid de carbon. Ar putea exista și gheață de amoniac la suprafață, deoarece există indicii de amoniac dihidrat în litosferă. Densitatea medie a lui Triton implică faptul că acesta constă probabil din aproximativ 30–45% gheață de apă (inclusiv cantități relativ mici de gheață volatilă), restul fiind rocă. Suprafața lui Triton este de 23 de milioane de km2, care reprezintă 4,5% din suprafața Pământului sau 15,5% din suprafața terestră a Pământului. Triton are un albedo considerabil și neobișnuit de mare, reflectând 60-95% din lumina soarelui care ajunge la el și s-a schimbat doar puțin de la primele observații. Prin comparație, Luna reflectă doar 11%. Culoarea roșiatică a lui Triton este considerată a fi rezultatul gheții de metan, care este transformată în toline sub expunerea la radiații ultraviolete.
Deoarece suprafața lui Triton indică o istorie lungă de topire, modele ale interiorului său presupun că Triton este diferențiat, la fel ca Pământul, într-un nucleu solid, o manta și o scoarță. Apa, cea mai abundentă substanță volatilă din Sistemul Solar, cuprinde mantaua lui Triton, învăluind un nucleu de rocă și metal. Există suficientă rocă în interiorul lui Triton pentru ca dezintegrarea radioactivă să mențină un ocean lichid sub suprafață până în ziua de azi, similar cu ceea ce se crede că există sub suprafața Europei și a altor lumi înghețate exterioare ale Sistemului Solar.  Acest lucru nu este considerat a fi adecvat pentru a duce la convecție în scoarța de gheață a lui Triton. Cu toate acestea, se crede că mareele puternice de oblicitate generează suficientă căldură suplimentară pentru a realiza acest lucru și produc semnele observate ale activității geologice de suprafață recente.  Materialul negru aruncat este suspectat că conține compuși organici, și dacă pe Triton este prezentă apă lichidă, s-a speculat că acest lucru l-ar putea face locuibil pentru anumite forme de viață. 

## Atmosferă

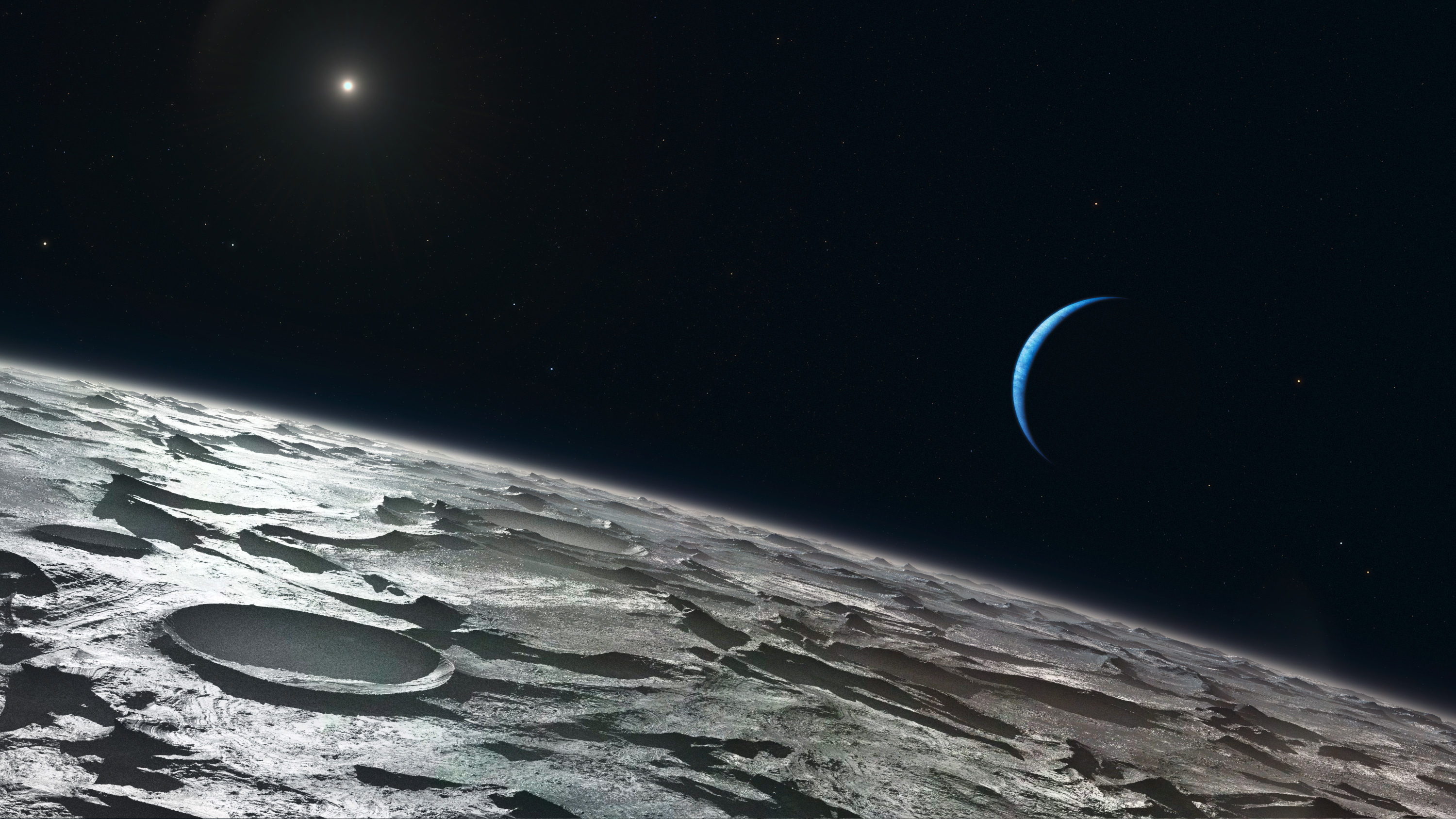
Impresie artistică despre Triton, arătând atmosfera sa slabă chiar peste margine.

Triton are o atmosferă de azot slabă, cu urme de monoxid de carbon și cantități mici de metan lângă suprafața sa. La fel ca atmosfera lui Pluto, se crede că atmosfera lui Triton a rezultat din evaporarea azotului de la suprafața sa. Temperatura sa de suprafață este de cel puțin 35,6 K (−237,6 °C), deoarece gheața de azot a lui Triton este în starea cristalină, hexagonală, mai caldă iar tranziția de fază între gheața de azot hexagonală și cea cubică are loc la acea temperatură. O limită superioară de 43-40 (K) poate fi stabilită din echilibrul presiunii vaporilor cu azotul gazos din atmosfera lui Triton. Aceasta este mai rece decât temperatura medie de echilibru a lui Pluto de 44 K (−229,2 °C). Presiunea atmosferică de suprafață a lui Triton este de numai aproximativ 1,4–1,9 Pa (0,014–0,019 mbar).

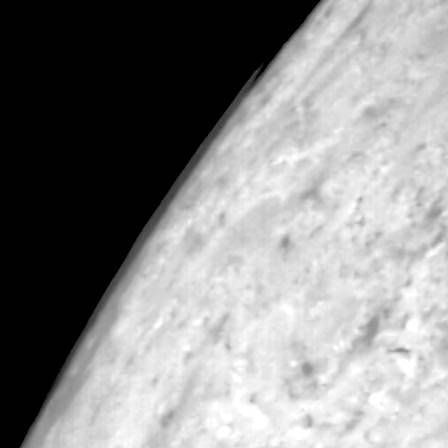
Nori observați deasupra marginii lui Triton de Voyager 2.

Turbulența de la suprafața lui Triton creează o troposferă (o „regiune meteorologică”) care se ridică la o altitudine de 8 km. Urmele de pe suprafața lui Triton lăsate de penele de gheizere sugerează că troposfera este condusă de vânturi sezoniere capabile să miște material de peste un micrometru. Spre deosebire de alte atmosfere, lui Triton îi lipsește o stratosferă și, în schimb, are o termosferă de la altitudini de la 8 la 950 km, și o exosferă deasupra. Temperatura atmosferei superioare a lui Triton, la 95±5 K, este mai mare decât cea de la suprafața sa, datorită căldurii absorbite de radiația solară și magnetosfera lui Neptun. O ceață pătrunde în cea mai mare parte a troposferei lui Triton, despre care se crede că este compusă în mare parte din hidrocarburi și nitrili creați prin acțiunea luminii solare asupra metanului. Atmosfera lui Triton are și nori de azot condensat care se află între 1 și 3 km de suprafața sa.
În 1997, s-au făcut observații de pe Pământ ale marginii lui Triton în timp ce acesta trecea prin fața stelelor. Aceste observații au indicat prezența unei atmosfere mai dense decât a fost dedus din datele Voyager 2. Alte observații au arătat o creștere a temperaturii cu 5% din 1989 până în 1998. Aceste observații au indicat că Triton se apropia de un sezon de vară neobișnuit de cald în emisfera sudică, care are loc doar o dată la câteva sute de ani. Teoriile pentru această încălzire includ o schimbare a modelelor de îngheț pe suprafața lui Triton și o schimbare a albedo-ului gheții, care ar permite absorbția de mai multă căldură. O altă teorie susține că schimbările de temperatură sunt rezultatul depunerii de material roșu închis din procesele geologice. Deoarece albedo-ul Bond lui Triton este printre cele mai înalte din Sistemul Solar, este sensibil la mici variații ale albedo-ului spectral.

## Forme de relief

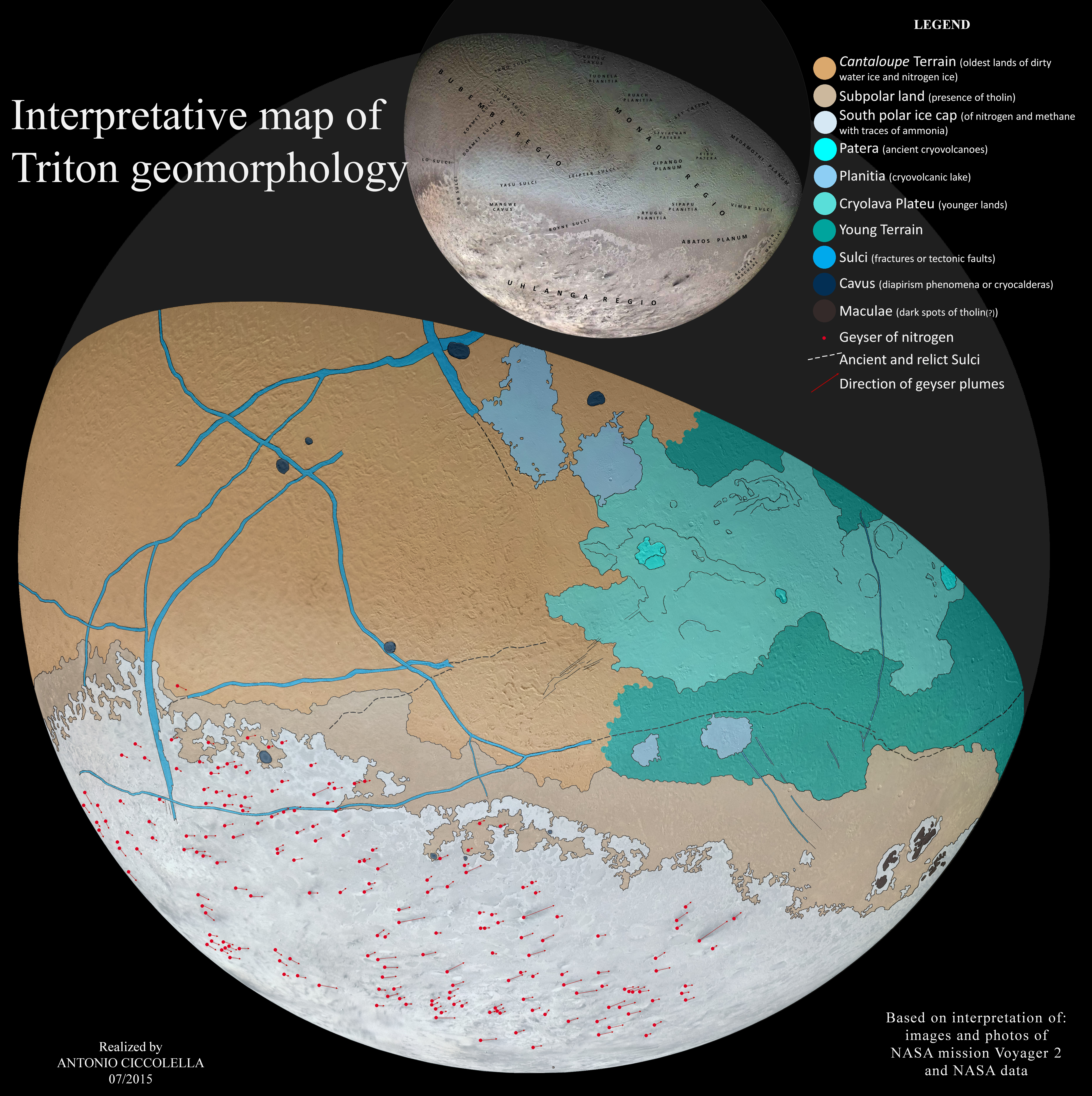
Hartă geomorfologică interpretativă a lui Triton

Toate cunoștințele detaliate despre suprafața lui Triton au fost dobândite de la o distanță de 40.000 km de sonda Voyager 2 în timpul unei singure întâlniri în 1989. Cei 40% din suprafața lui Triton fotografiată de Voyager 2 au dezvăluit aflorințe, creste, jgheaburi, brazde, goluri, platouri, câmpii înghețate și câteva cratere. Triton este relativ plat; topografia sa observată nu variază niciodată peste un kilometru. Craterele de impact observate sunt concentrate aproape în întregime în emisfera anterioară a lui Triton. Analiza densității și distribuției craterelor a sugerat că, în termeni geologici, suprafața lui Triton este extrem de tânără, cu regiuni variind de la aproximativ 50 de milioane de ani vechime la doar aproximativ 6 milioane de ani vechime. Cincizeci și cinci la sută din suprafața lui Triton este acoperită cu azot înghețat, cu gheață de apă cuprinzând 15–35% și CO 2 înghețat formând restul de 10–20%.  Suprafața prezintă depozite de toline, compuși chimici organici care pot fi precursori ai originii vieții.

### Criovulcanism
Una dintre cele mai mari forme de relief criovulcanice găsite pe Triton este Leviathan Patera,  o formă de relief asemănătoare unei caldeire de aproximativ 100 km în diametru văzută în apropierea ecuatorului. În jurul acestei caldiere este un dom vulcanic care se întinde pe aproximativ 2.000 km de-a lungul axei sale celei mai lungi, ceea ce indică faptul că Leviathan este al doilea vulcan ca mărime din sistemul solar după suprafață, după Alba Mons. Această formă de relief este, de asemenea, conectată la două lacuri de criolavă enorme văzute la nord-vest de caldeiră. Deoarece criolava de pe Triton se crede că este în principal gheață de apă cu ceva amoniac, aceste lacuri s-ar califica ca corpuri stabile de apă lichidă de suprafață în timp ce erau topite. Acesta este primul loc unde astfel de corpuri au fost găsite în afară de Pământ, iar Triton este singurul corp de gheață despre care se știe că prezintă lacuri de criolavă, deși extruzii criomagmatice similare pot fi văzute pe Ariel, Ganymede, Charon și Titan.
Sonda Voyager 2 a observat în 1989 niște erupții asemănătoare unor gheizere de azot gazos și praf antrenat de sub suprafața lui Triton în pene de până la 8 km înălțime. Triton este astfel, alături de Pământ, Io, Europa și Enceladus, unul dintre puținele corpuri din Sistemul Solar pe care au fost observate erupții active de un fel. Exemplele cel mai bine observate sunt numite Hili și Mahilani (după un spirit de apă Zulu și, respectiv, un spirit marin Tongan).
Toate gheizerele observate au fost situate între 50° și 57° S, partea de suprafață a lui Triton apropiată de punctul subsolar. Acest lucru indică faptul că încălzirea solară, deși foarte slabă la distanța mare a lui Triton de Soare, joacă un rol crucial. Se crede că suprafața lui Triton constă probabil dintr-un strat translucid de azot înghețat deasupra unui substrat mai întunecat, ceea ce creează un fel de „efect de seră solid”. Radiația solară trece prin stratul subțire de gheață de la suprafață, încălzind și vaporizând încet azotul de sub suprafață până când se acumulează suficientă presiune de gaz pentru ca acesta să erupă prin scoarță. O creștere a temperaturii de doar 4 K peste temperatura suprafeței ambiante de 37 K ar putea conduce erupțiile la înălțimile observate. Deși denumită în mod obișnuit „criovulcanică”, această activitate a penelor de azot este diferită de erupțiile criovulcanice la scară mai mare ale lui Triton, precum și de procesele vulcanice din alte lumi, care sunt alimentate de căldura internă. Se crede că gheizerele de CO 2 de pe Marte vor erupe din calota sa glaciară polar de sud în fiecare primăvară, în același mod ca și gheizerele lui Triton.

Fiecare erupție a unui gheizer de pe Triton poate dura până la un an, determinată de sublimarea a aproximativ 100 de milioane de m3 de gheață de azot în acest interval; praful antrenat se poate depune până la 150 km în aval, în dungi vizibile, și poate mult mai departe în depozite mai difuze. Imaginile Voyager 2 ale emisferei sudice a lui Triton arată multe astfel de dungi de material întunecat. Între 1977 și zborul Voyager 2 în 1989, Triton a trecut de la o culoare roșiatică, similară cu a lui Pluto, la o nuanță mult mai palidă, sugerând că bruma mai deschisă de azot a acoperit materialul roșcat mai vechi. Erupția de substanțe volatile din ecuatorul lui Triton și depunerea lor la poli pot redistribui suficientă masă pe parcursul a 10.000 de ani pentru a provoca rătăcirea polară.

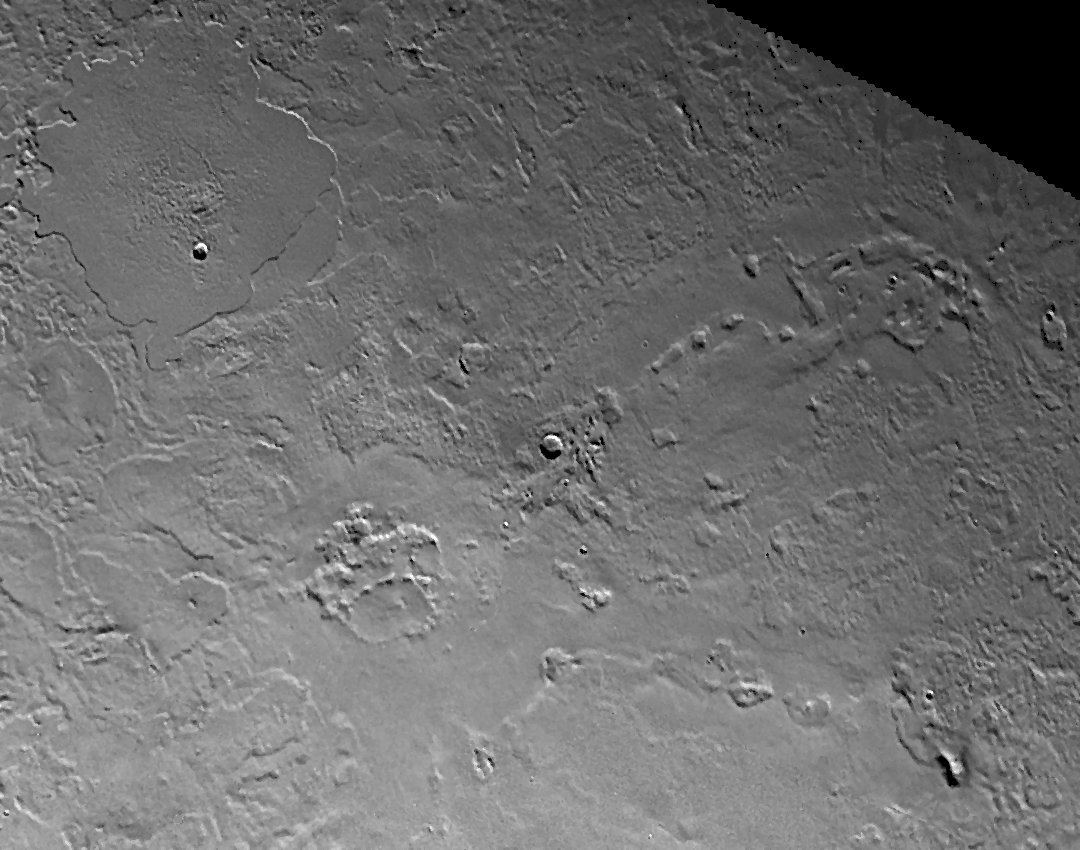
Primul plan al provinciei vulcanice Leviathan Patera, caldeira din centrul imaginii. Mai multe lanțuri de gropi se extind radial de la caldeiră în dreapta imaginii, în timp ce cel mai mic dintre cele două lacuri de criolavă este văzut în stânga sus. Doar în afara ecranului în stânga jos este o zonă de falie aliniată radial cu caldera, indicând o legătură strânsă între tectonica și vulcanologia acestei unități geologice.
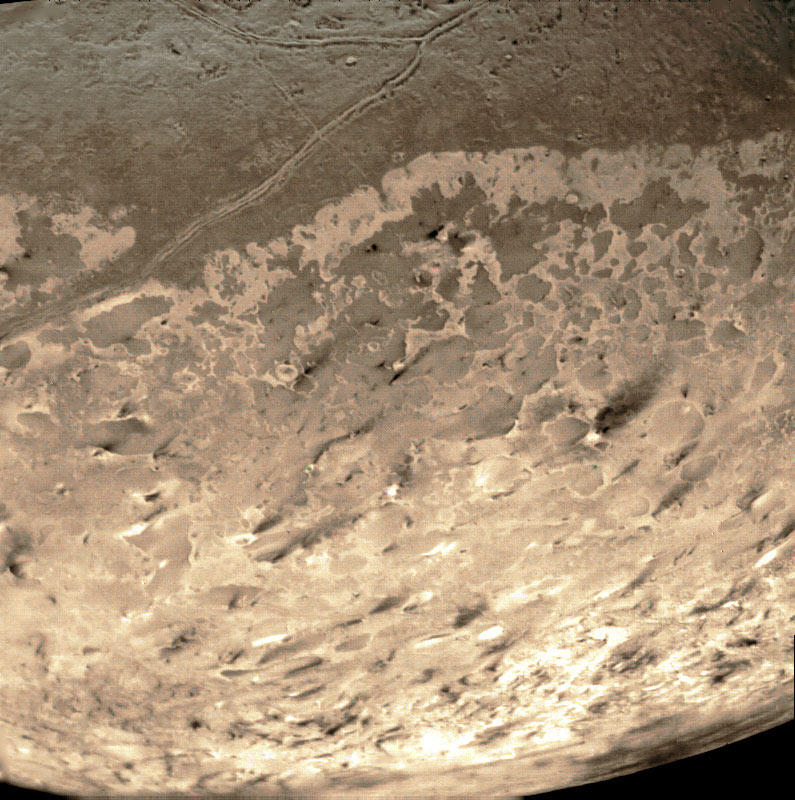
Dungi întunecate pe suprafața calotei polare de sud a lui Triton, despre care se crede că sunt depozite de praf lăsat de erupțiile gheizerelor de azot
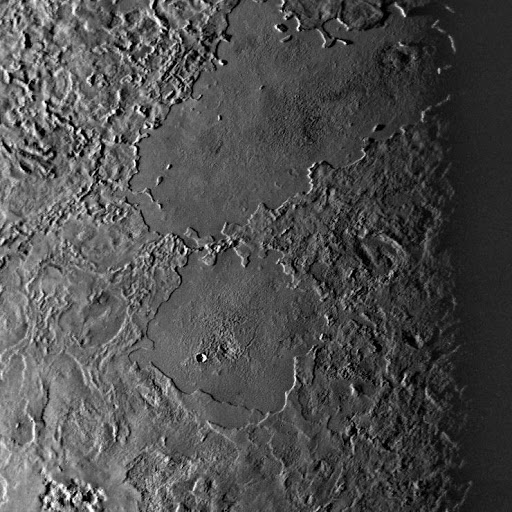
Două lacuri mari de criolavă pe Triton, văzute la vest de Leviathan Patera. Combinate, sunt aproape de dimensiunea lui Kraken Mare de pe Titan. Aceste forme de relief nu sunt neobișnuit de lipsite de cratere, ceea ce indică faptul că sunt tinere și au fost topite recent.

### Calota polară, câmpii și creste

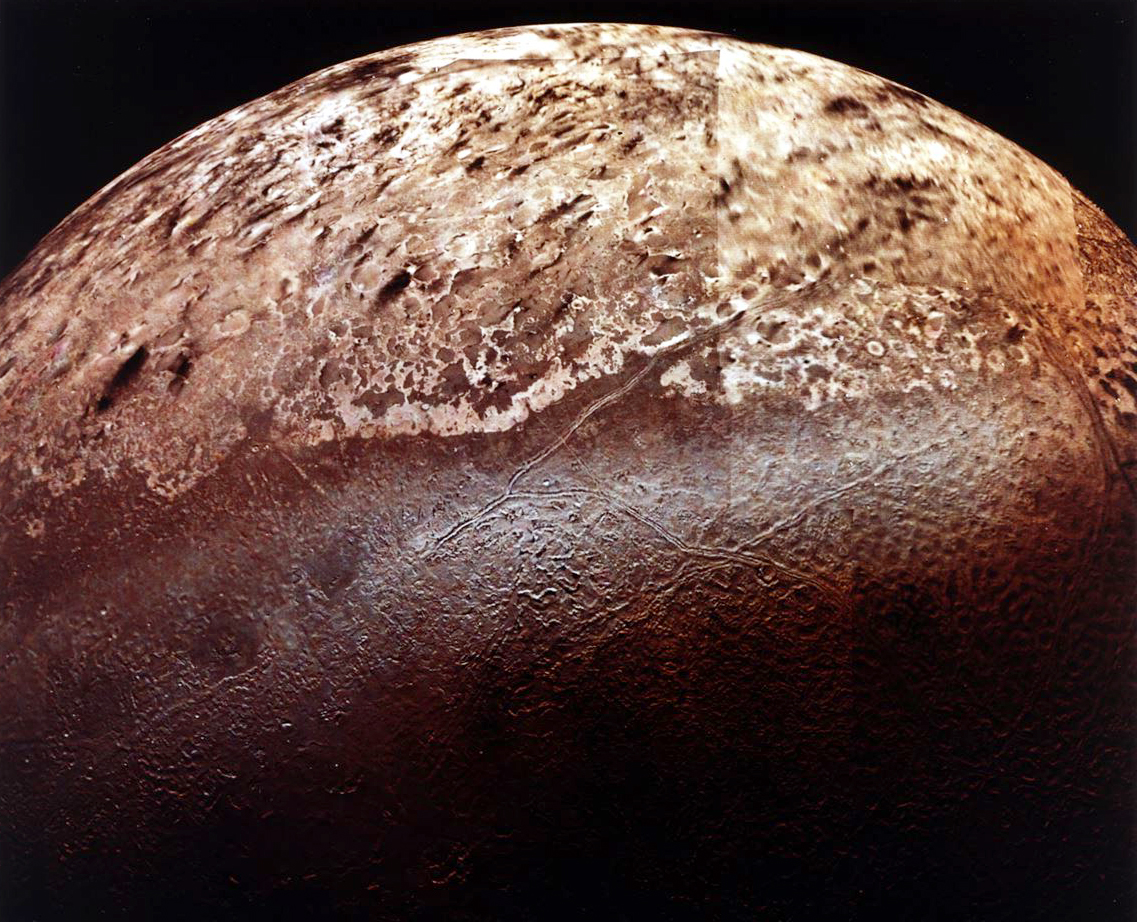
Calota polară sudică strălucitoare a lui Triton deasupra unei regiuni de teren pepene galben

Regiunea polară de sud a lui Triton este acoperită de o calotă foarte reflectorizantă de azot și metan înghețat presărat de cratere de impact și deschideri ale gheizerelor. Se știe puține despre polul nord, deoarece a fost pe partea de noapte în timpul întâlnirii cu Voyager 2, dar se crede că Triton trebuie să aibă și o calotă glaciară polară nordică.
Câmpiile înalte găsite în emisfera estică a lui Triton, cum ar fi Cipango Planum, acoperă și șterg formele de relief mai vechi și, prin urmare, sunt aproape sigur rezultatul spălării cu lavă înghețată al peisajul anterior. Câmpiile sunt presărate cu gropi, cum ar fi Leviathan Patera, care sunt probabil orificiile din care a apărut această lavă. Compoziția lavei este necunoscută, deși se suspectează un amestec de amoniac și apă.
Pe Triton au fost identificate patru „câmpii cu ziduri” aproximativ circulare. Sunt cele mai plate regiuni descoperite până acum, cu o variație în altitudine mai mică de 200 m. Se crede că s-au format din erupția de lavă de gheață. Câmpiile de lângă marginea estică a lui Triton sunt punctate cu pete negre, maculae. Unele maculae sunt simple pete întunecate cu limite difuze, iar altele cuprind o pată centrală întunecată înconjurată de un halou alb cu granițe bine definite. Maculaele au de obicei diametre de aproximativ 100 km și lățimi ale halourilor între 20 și 30 km.
Există creste și văi extinse în modele complexe pe suprafața lui Triton, probabil rezultatul ciclurilor de îngheț-dezgheț. Multe par să fie, de asemenea, de natură tectonă și pot rezulta din extindere sau din falii de alunecare. Există creste duble lungi de gheață cu jgheaburi centrale care seamănă puternic cu lineaele Europane (deși au o scară mai mare), și care pot avea o origine similară, posibil încălzire prin forfecare din mișcarea de alunecare de-a lungul faliilor cauzate de tensiunile mareice diurne prin care a trecut Triton înainte ca orbita lui să fie complet circularizată. Aceste falii cu creste paralele expulzate din interior traversează terenul complex cu văi în regiunea ecuatorială. Crestele și brazdele, sau sulci, cum ar fi Yasu Sulci, Ho Sulci și Lo Sulci, sunt considerate a fi de vârstă intermediară în istoria geologică a lui Triton și, în multe cazuri, s-au format concomitent. Ele tind să fie grupate în grupuri sau „pachete”.

### Teren pepene galben

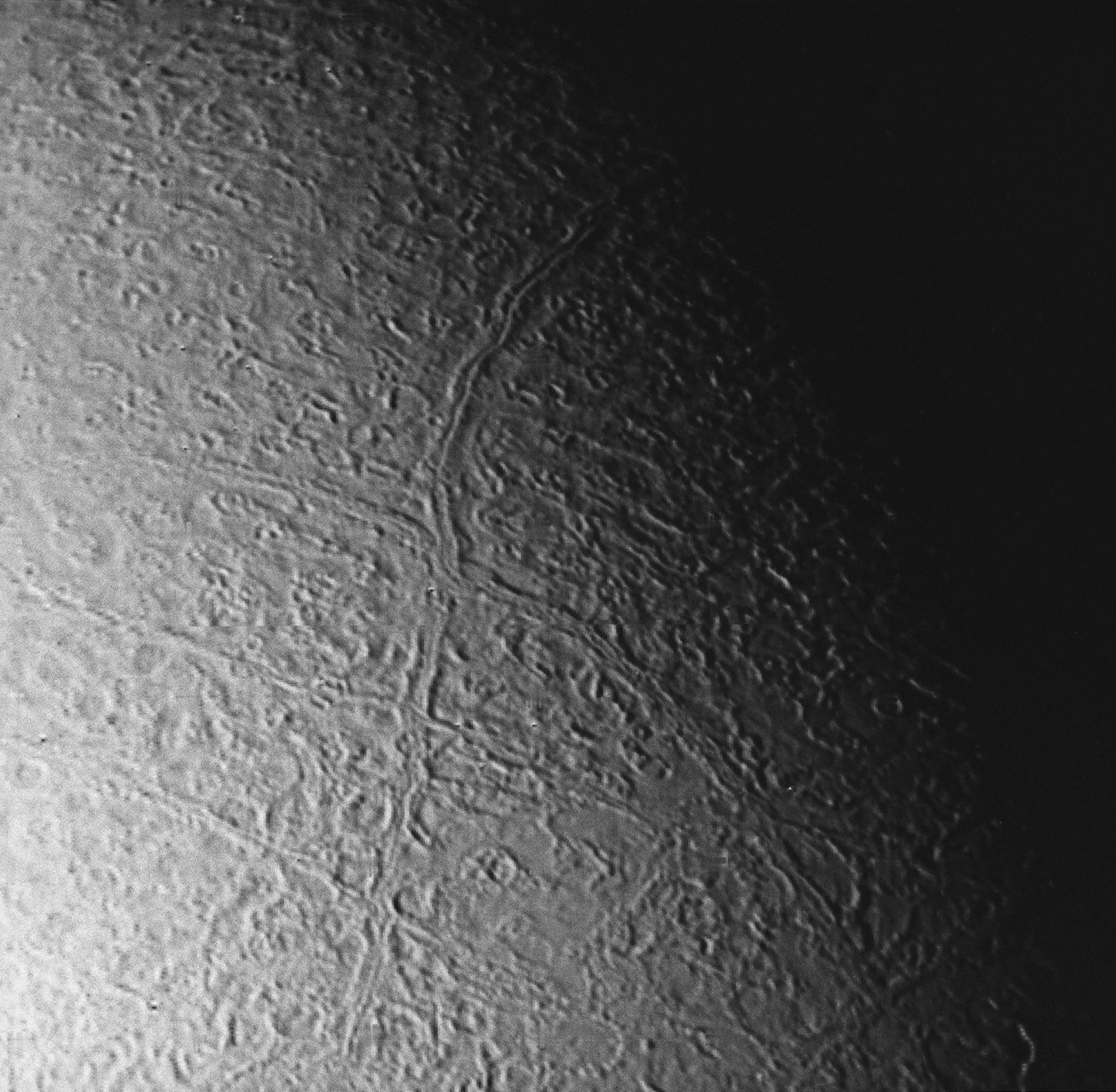
Teren pepene galben văzut de la 130.000 km de Voyager 2, cu creste duble asemănătoare Europei. Slidr Sulci (vertical) și Tano Sulci formează „X-ul” proeminent.

Emisfera vestică a lui Triton constă dintr-o serie ciudată de fisuri și depresiuni cunoscute sub denumirea de „teren pepene galben” din cauza asemănării sale cu pielea unui pepene galben. Deși are puține cratere, se crede că acesta este cel mai vechi teren de pe Triton. Probabil acoperă o mare parte din jumătatea vestică a lui Triton.
Terenul pepene galben, care este în mare parte gheață de apă murdară, este cunoscut că există doar pe Triton. Conține depresiuni de 30–40 km în diametru. Depresiunile (cavi) nu sunt probabil cratere de impact, deoarece toate au dimensiuni similare și au curbe netede. Ipoteza principală pentru formarea lor este diapirismul, creșterea „bulgărilor” de material mai puțin dens printr-un strat de material mai dens. Ipotezele alternative includ formarea prin prăbușiri sau prin inundații cauzate de criovulcanism.

### Cratere de impact

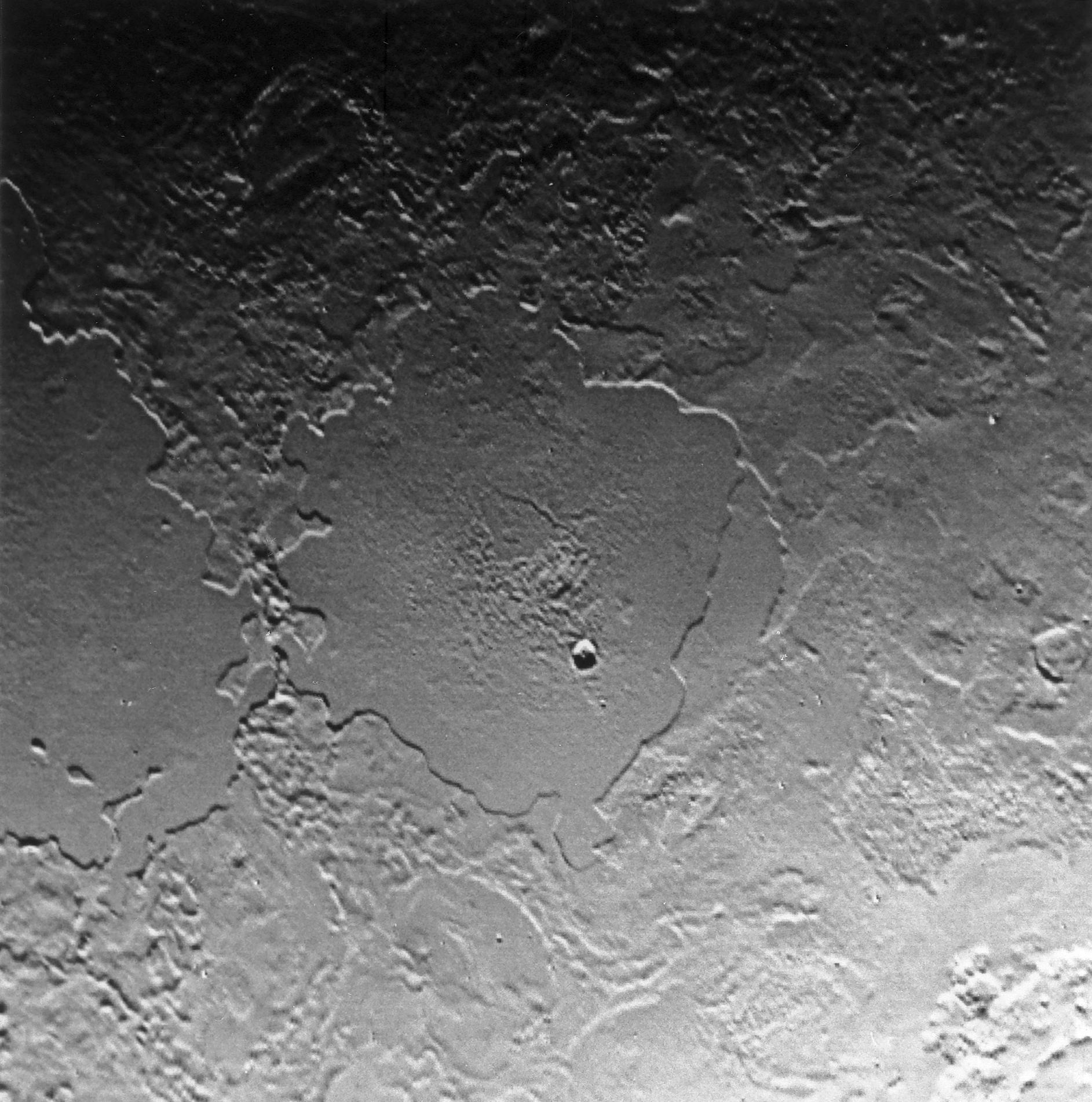
Tuonela Planitia (stânga) și Ruach Planitia (centru) sunt două dintre „câmpiile cu ziduri” criovulcanice ale lui Triton. Lipsa craterelor este dovada unei activități geologice extinse, relativ recente.

Datorită ștergerii și modificărilor constante prin activitatea geologică continuă, craterele de impact de pe suprafața lui Triton sunt relativ rare. Un recensământ al craterelor lui Triton fotografiate de Voyager 2 a găsit doar 179 care au fost incontestabile de origine a impactului, în comparație cu 835 observate pentru satelitul lui Uranus Miranda, care are doar trei procente din suprafața lui Triton. Cel mai mare crater observat pe Triton despre care se crede că a fost creat de un impact are un diametru de 27 kilometri (17 mi) și este numit Mazomba. Deși au fost observate cratere mai mari, în general se crede că sunt de natură vulcanică.
Cele câteva cratere de impact de pe Triton sunt aproape toate concentrate în emisfera anterioară - cea care se confruntă cu direcția mișcării orbitale - cu majoritatea concentrate în jurul ecuatorului între 30° și 70° longitudine, rezultând din materialul scos de pe orbită în jurul lui Neptun. Deoarece orbitează cu o parte în permanență îndreptată spre planetă, astronomii se așteaptă ca Triton să aibă mai puține impacturi asupra emisferei sale posterioare, deoarece impacturile asupra emisferei anterioare sunt mai frecvente și mai violente. Voyager 2 a fotografiat doar 40% din suprafața lui Triton, așa că acest lucru rămâne incert. Cu toate acestea, asimetria craterizării observată depășește ceea ce poate fi explicat pe baza populațiilor de impact și implică o vârstă mai tânără a suprafeței pentru regiunile fără cratere (≤ 6 milioane de ani) decât pentru regiunile craterate (≤ 50 de milioane de ani vechime). 

## Observare și explorare

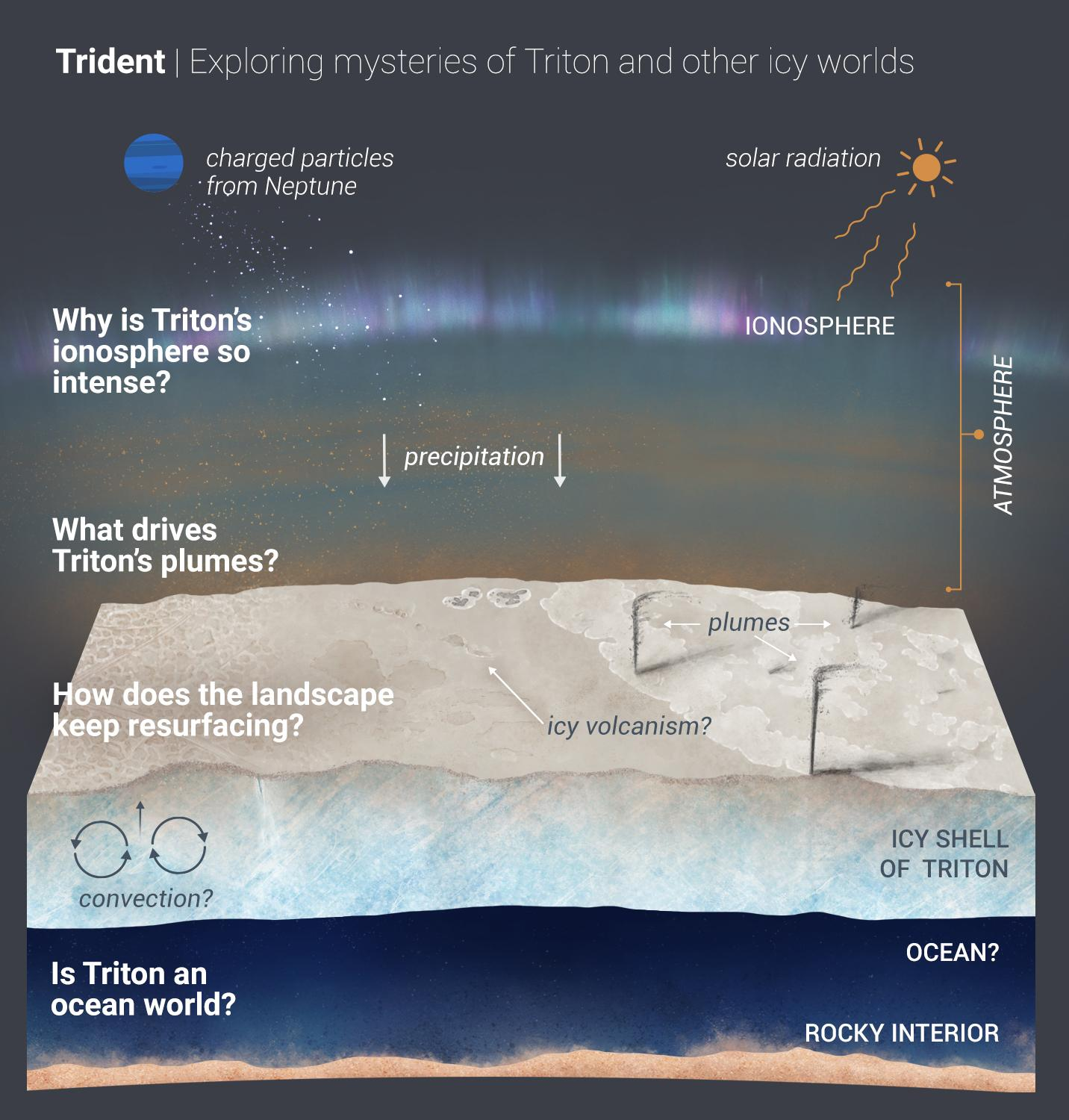
Ilustrație NASA care detaliază studiile misiunii propuse Trident

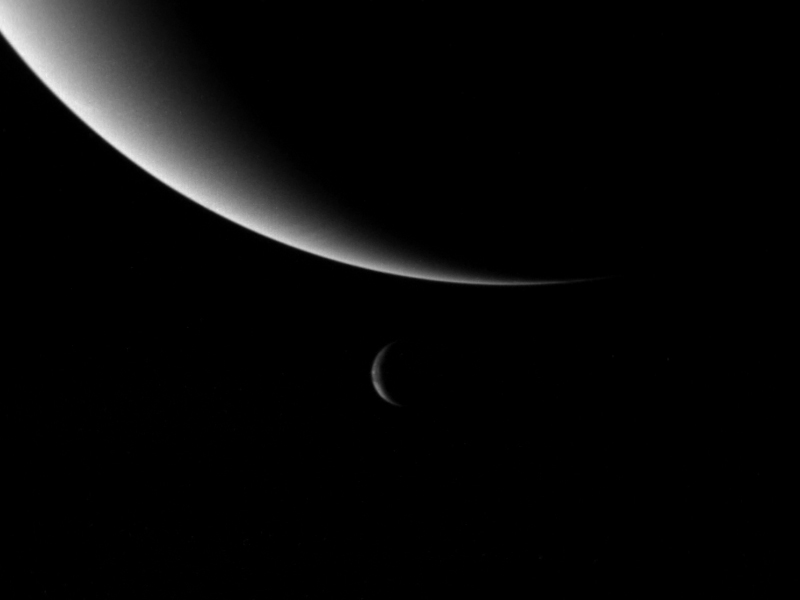
Neptun (sus) și Triton (jos) la trei zile după zborul lui Voyager 2

Proprietățile orbitale ale lui Triton au fost deja determinate cu mare precizie în secolul al XIX-lea. S-a descoperit că are o orbită retrogradă, la un unghi foarte mare de înclinație față de planul orbitei lui Neptun. Primele observații detaliate ale lui Triton au fost făcute abia în 1930. S-au știut puține lucruri despre satelit până când Voyager 2 a zburat în 1989. 
Înainte de zborul lui Voyager 2, astronomii bănuiau că Triton ar putea avea mări cu azot lichid și o atmosferă de azot/metan cu o densitate de până la 30% cea a Pământului. La fel ca celebrele supraestimări ale densității atmosferice a lui Marte, acest lucru s-a dovedit incorect. Ca și în cazul lui Marte, pentru istoria sa timpurie se postulează o atmosferă mai densă.
Prima încercare de a măsura diametrul lui Triton a fost făcută de Gerard Kuiper în 1954. A obținut o valoare de 3.800 km. Încercările ulterioare de măsurare au ajuns la valori cuprinse între 2.500 și 6.000 km, sau de la puțin mai mic decât Luna (3.474,2 km) la aproape jumătate din diametrul Pământului. Datele de la apropierea Voyager 2 a lui Neptun pe 25 august 1989 au condus la o estimare mai precisă a diametrului lui Triton (2.706 km).
În anii 1990, s-au făcut diverse observații de pe Pământ ale marginii lui Triton folosind ocultarea stelelor din apropiere, ceea ce indica prezența unei atmosfere și a unei suprafețe exotice. Observațiile de la sfârșitul anului 1997 sugerează că Triton se încălzește și atmosfera a devenit semnificativ mai densă de când Voyager 2 a zburat în 1989.

Noi concepte pentru misiunile în sistemul Neptun care urmează să fie efectuate în anii 2010 au fost propuse de oamenii de știință de la NASA în numeroase ocazii în ultimele decenii. Toți l-au identificat pe Triton ca fiind o țintă principală și un lander Triton separat, comparabil cu sonda Huygens pentru Titan, a fost adesea inclus în acele planuri. Niciun efort îndreptat către Neptun și Triton nu a depășit faza de propunere, iar finanțarea NASA pentru misiuni în Sistemul Solar exterior se concentrează în prezent pe sistemele Jupiter și Saturn. O misiune de aterizare propusă către Triton, numită Triton Hopper, ar extrage gheața de azot de la suprafața lui Triton și ar procesa-o pentru a fi folosită ca propulsor pentru o rachetă mică, permițându-i să zboare sau să „sară” peste suprafață. Un alt concept, care implică un zbor, a fost propus oficial în 2019, ca parte a Programului Discovery al NASA, sub numele de Trident.  Neptune Odyssey este un concept de misiune pentru un orbiter Neptun cu accent pe Triton, fiind studiat ca o posibilă misiune științifică strategică mare de către NASA, care ar urma să se lanseze în 2033 și să ajungă la sistemul Neptun în 2049. 

## Hărți

Hartă în culoare îmbunătățită; emisfera anterioară este în dreapta

Harți polare în culoare îmbunătățită;Enhanced-color polar maps; sudul este în dreapta